# Église de la Descente-du-Saint-Esprit de Vlasotince
Pour les articles homonymes, voir Église du Saint-Esprit.
L'église de la Descente-du-Saint-Esprit-sur-les-Apôtres de Vlasotince (en serbe cyrillique : Црква Силаска Светог Духа на Апостоле у Власотинцу ; en serbe latin : Crkva Silaska Svetog Duha na Apostole u Vlasotincu) est une église orthodoxe située à Vlasotince et dans le district de Jablanica en Serbie. Construite entre 1855 et 1858, elle est inscrite sur la liste des monuments culturels protégés de la république de Serbie (no SK 1923).

## Présentation

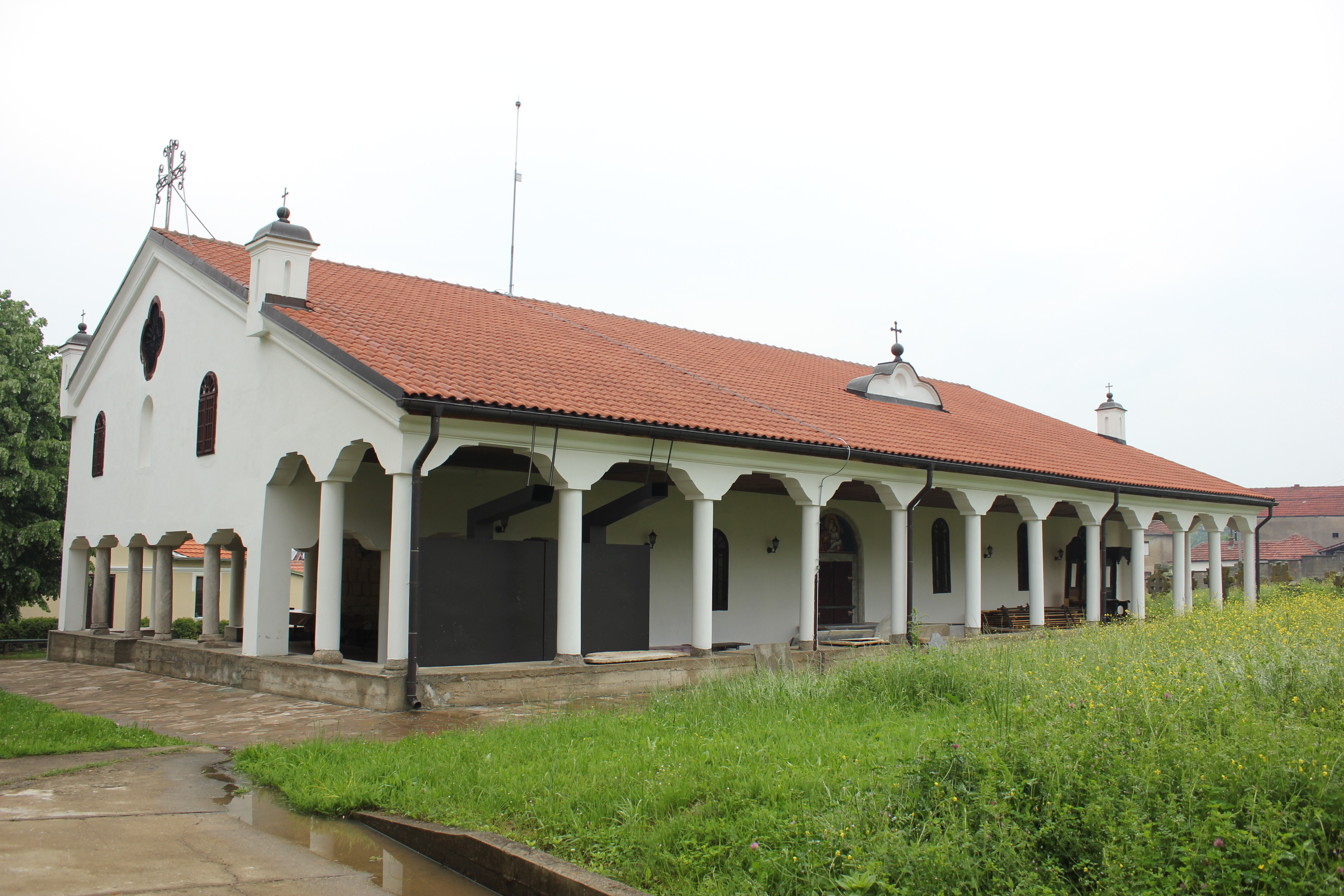
Autre vue de l'église

En 1832, les habitants de Vlasotince se rendent à Prizren pour obtenir un firman (décret) des autorités ottomanes les autorisant à construire une église. Le décret obtenu, la construction commence dès 1832 et dure jusqu'en 1835, quand elle est consacrée par l'évêque de l'éparchie de Niš Venedikt. En revanche, en 1838, le jour de la fête de Pâques, l'église s'effondre, sans doute à cause des mauvais matériaux utilisés pour sa construction,.
L'église actuelle a été édifiée de 1855 à 1858. Elle est constituée d'un narthex et d'une nef prolongée par une abside en demi-cercle. À l'extérieur, les côtés ouest et sud sont entourés par des portiques à arcades. Aux angles du toit se trouvent quatre dômes miniatures aveugles.
L'église possède une importante bibliothèque liturgique, dont l'ouvrage le plus important est le Menaion du mois de juin, un rituel calendaire imprimé à Moscou en 1554,.

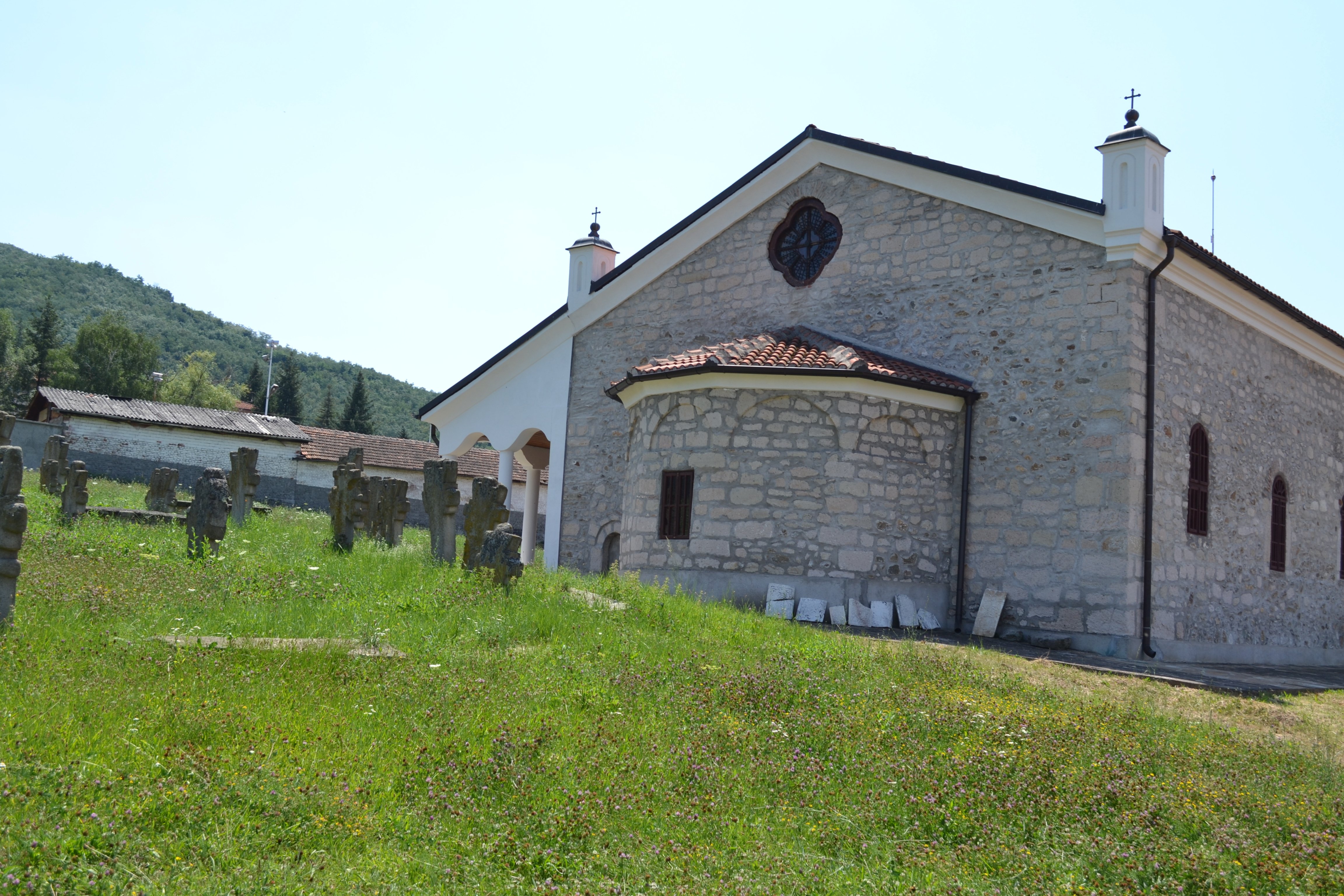
Le chevet de l'église et une partie du cimetière